# Dorothy Macmillan

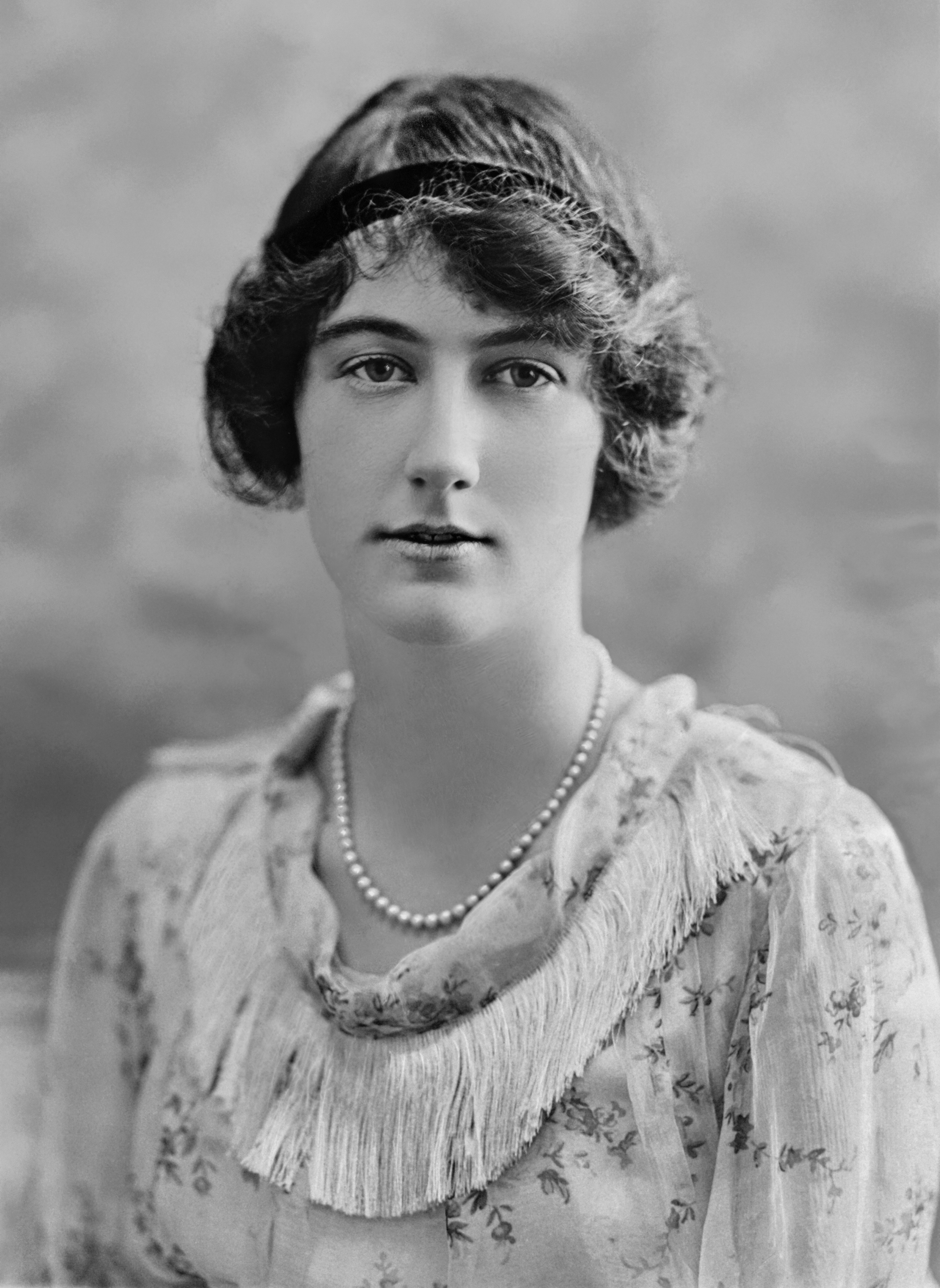
Lady Dorothy Evelyn Macmillan 1920

Lady Dorothy Evelyn Macmillan GBE (geborene Cavendish, * 28. Juli 1900; † 21. Mai 1966 in Birch Grove, East Sussex) war eine britische Gesellschaftsdame und die dritte Tochter von Victor Cavendish, 9. Duke of Devonshire, und Evelyn Cavendish, Duchess of Devonshire. Von 1920 bis zu ihrem Tod war sie mit Harold Macmillan verheiratet.

## Familie
Ihre ersten acht Lebensjahre verbrachte sie auf Holker Hall in Lancashire und auf Lismore Castle in Irland. Ab ihrem achten Lebensjahr führte sie das Höflichkeitsprädikat Lady Dorothy, als ihr Vater die Nachfolge des Herzogtums Devonshire antrat und die Familie nach Chatsworth House in Derbyshire und in die anderen ererbten Ländereien zog. Sie erhielt Unterricht in Französisch, Deutsch, Reiten und Golf. Ab ihrem sechzehnten Lebensjahr lebte sie mit der Familie in Rideau Hall, Ottawa, wo ihr Vater als Generalgouverneur von Kanada diente.

### Heirat
1920 heiratete sie den Verleger und konservativen Politiker Harold Macmillan, der in Kanada zum Stab ihres Vaters gehört hatte. Ihre aufwendige Hochzeit am 21. April in St. Margaret’s, Westminster, fand im Beisein von Queen Alexandra, Prince Albert und führenden Literaten statt und stellte innerhalb der britischen Upper Class das bedeutendste gesellschaftliche Ereignis des Jahres dar.

## Leben

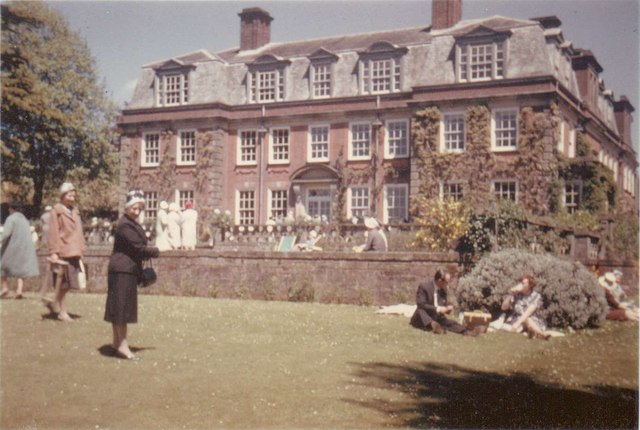
Macmillans Wohnsitz, Birch Grove House

Lady Dorothy war eine pflichtbewusste politische Ehefrau, die ihren Ehemann oft bei öffentlichen Auftritten und Reisen begleitete. Das Paar blieb trotz ihrer langjährigen Affäre mit dem konservativen Politiker Robert Boothby
bis zu ihrem Tod durch einen Herzinfarkt auf dem Macmillan-Familiensitz in Birch Grove, West Sussex, im Jahr 1966 zusammen. Ihr Ehemann, der von 1957 bis 1963 britischer Premierminister war und 1984 zum Earl of Stockton ernannt wurde, überlebte sie um 20 Jahre. 1964 wurde sie als Dame Grand Cross des Order of the British Empire (DBE) geadelt.
Sie und Harold hatten vier Kinder:

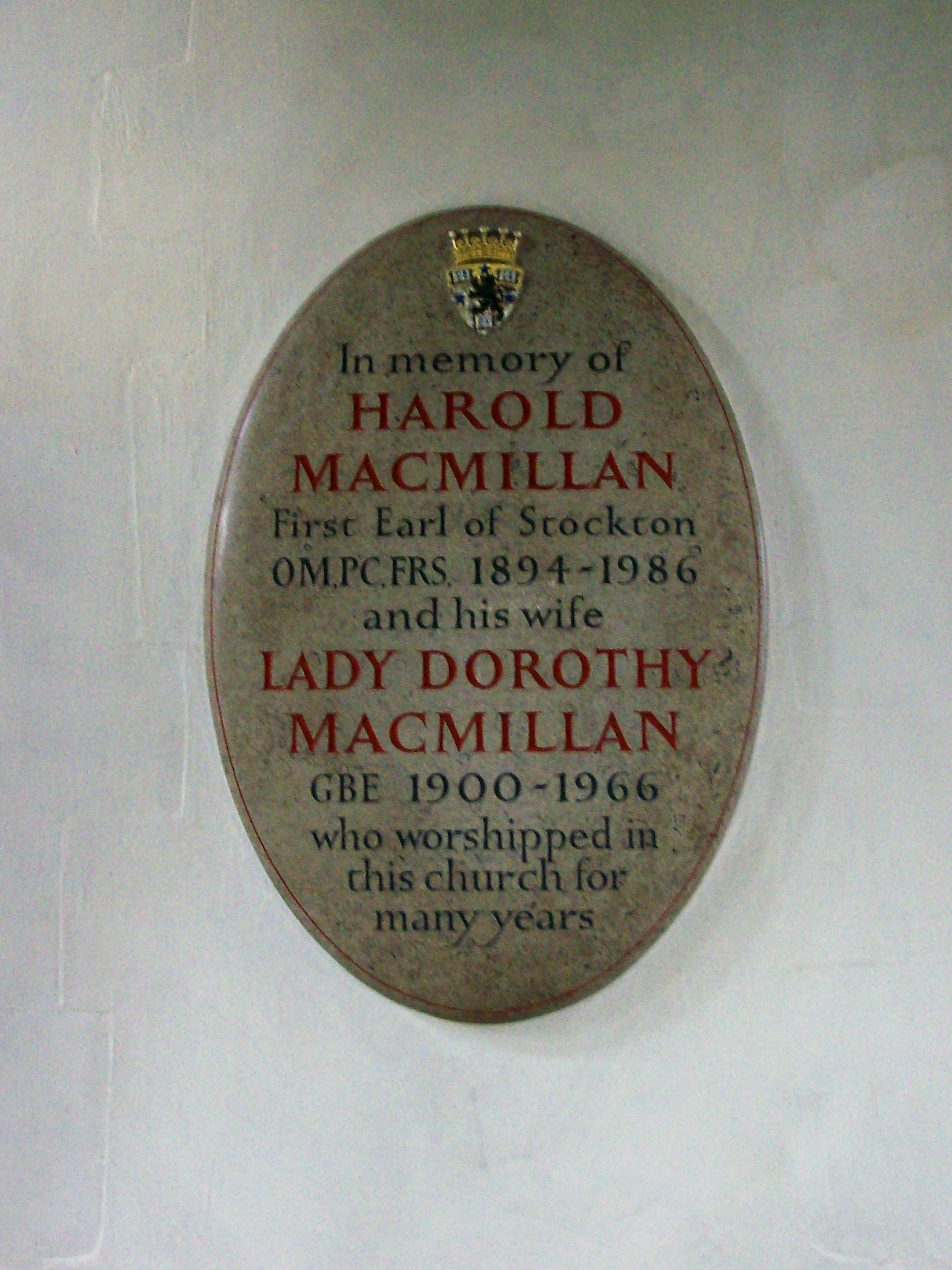
Gedenktafel für Harold Macmillan und seine Frau Dorothy, Horsted Keynes, West Sussex

- Maurice Macmillan, Viscount Macmillan of Ovenden (1921–1984), konservativer Politiker und Verleger. Heirat mit Katharine Ormsby-Gore, Tochter des 4. Baron Harlech. Sein Vater überlebte ihn um fast drei Jahre.
- Lady Caroline Macmillan (1923–2016). Verheiratet mit Julian Faber; fünf Kinder. Ihr letztes überlebendes Kind nach dem Tod von Lady Catherine Macmillan im Jahr 1991.
- Lady Catherine Macmillan (1926–1991). Verheiratet mit Julian Amery (später Baron Amery of Lustleigh), konservativer Politiker; vier Kinder.
- Sarah Macmillan (1930–1970). Heiratete Andrew Heath im Jahr 1953; zwei Kinder. Nach einer Abtreibung im Jahr 1951 war sie nicht in der Lage, eigene Kinder zu bekommen, und das Paar adoptierte zwei Söhne.[6] Sie hatte ein unglückliches Leben, das von einem Alkoholproblem überschattet wurde, und starb im Alter von nur 40 Jahren, wobei ihr Vater sie um 16 Jahre überlebte.

1929 begann Lady Dorothy Macmillan eine lebenslange Affäre mit dem konservativen Politiker Robert Boothby, die möglicherweise zur Geburt der Tochter Sarah Macmillan führte. Die Affäre löste in der High Society einen Skandal aus, blieb in der Öffentlichkeit aber unbekannt. Macmillan versöhnte sich jedoch mit dem Arrangement und blieb mit dem Liebhaber seiner Frau vordergründig freundlich verbunden.
Philip Frere, ein Partner der Anwaltskanzlei Frere Cholmely, drängte Macmillan, sich nicht von seiner Frau scheiden zu lassen, was damals selbst für die „unschuldige Partei“ fatal für die öffentliche Karriere gewesen wäre. Macmillan und Lady Dorothy führten danach ein weitgehend getrenntes Privatleben. Der dadurch verursachte Stress mag zu Macmillans Nervenzusammenbruch im Jahr 1931 beigetragen haben. Er wurde von seinen aristokratischen Schwiegereltern oft mit Herablassung behandelt und war in den 1930er Jahren in Chatsworth eine traurige und isolierte Erscheinung. Campbell vermutet, dass Macmillans Demütigung zunächst ein Hauptgrund für sein seltsames und rebellisches Verhalten in den 1930er Jahren war und ihn in den folgenden Jahrzehnten zu einem härteren und rücksichtsloseren Politiker machte als seine Rivalen Eden und Butler.
Sie ist auf dem St. Giles Churchyard in Horsted Keynes, West Sussex, England neben ihrem Eheman Harold Macmillan begraben.